# Moisés Fuentes
Moisés Fuentes Rubio (ur. 20 września 1985 w Meksyku, zm. 24 listopada 2022) – meksykański bokser, aktualny zawodowy mistrz świata wagi słomkowej (do 105 funtów) organizacji WBO.
Karierę zawodową rozpoczął 31 maja 2007. Do maja 2011 stoczył 14 walk, z których wygrał 13 a 1 przegrał (z Juanem Hernandezem o tytuł NABF). W tym okresie zdobył tymczasowy tytuł WBC Youth.
27 sierpnia 2011 w Guadalajarze spotkał się o tytuł mistrza świata organizacji WBO w wadze słomkowej z broniącym tytułu rodakiem Raúlem Garcíą. Po wyrównanym pojedynku wygrał niejednogłośną decyzją sędziów. W siódmej rundzie liczony był García, a w dziewiątej Fuentes.
W pierwszej obronie tytułu zmierzył się, 2 czerwca 2012, z rodakiem Julio Cesarem Felixem. Znokautował rywala w pierwszej rundzie mając go już wcześniej na deskach. W kolejnej, 6 października, pokonał przez techniczny nokaut w piątej rundzie byłego mistrza świata WBO w kategorii słomkowej i junior muszej Portorykańczyka Ivána Calderóna.
Fuentes zmarł w wyniku obrażeń odniesionych podczas walki bokserskiej 24 listopada 2022 roku w wieku 37 lat.